# Filip Melanchton
Filip Melanchton (właściwie Philipp Schwartzerd ur. 16 lutego 1497 w Bretten, zm. 19 kwietnia 1560 w Wittenberdze) – reformator religijny, najbliższy współpracownik Marcina Lutra, współtwórca reformacji, profesor Uniwersytetu w Wittenberdze. W Niemczech zreorganizował szkolnictwo i wprowadził szkołę humanistyczną, która stała się wzorcem dla szkół na Śląsku i Pomorzu. Autor Wyznania augsburskiego, podstawowej księgi wyznaniowej luteranizmu.

## Życiorys
Urodził się jako Philipp Schwartzerd. W roku 1509 pod wpływem wuja Johannesa Reuchlina, który poradził mu by wzorem renesansowych humanistów zmienił nazwisko, w miejsce niemieckiego „Schwartzerdt” (dosłownie „czarna ziemia”) przyjął jego grecki odpowiednik „Melanchthon” (Μελάγχθων). Studiował języki klasyczne (w tym hebrajski) oraz literaturę antyczną na uniwersytetach w Heidelbergu i Tybindze. W 1514 roku rozpoczął pracę wykładowcy na uniwersytecie w Tybindze. Od 1518 do końca życia związał się z uniwersytetem w Wittenberdze. W 1519 roku wziął udział w dyspucie lipskiej. W 1530 na sejmie Rzeszy w Augsburgu reprezentował Marcina Lutra. 
Melanchton przyczynił się do zwiększenia roli matematyki w toku studiów uniwersyteckich. W uniwersytetach znajdujących się pod jego wpływem matematykę uznawano za dziedzinę, w której biegłość powinien wykazywać każdy wykształcony człowiek, a nie jedynie domenę specjalistów. Na początku swojej działalności, w 1521 roku, proponował zastąpienie lektury Fizyki Arystotelesa kursem matematyki. Szczególne znaczenie przypisywał astronomii, która znacząco rozwinęła się na protestanckich uniwersytetach (m.in. na Uniwersytecie w Tybindze, macierzystej uczelni Johannesa Keplera).
Przez wiele lat przypisywano mu autorstwo słowa „psychologia”. Stało się tak dzięki Wilhelmowi Volkmannowi, który rozpowszechnił to stwierdzenie. W 1879 roku André Lalande sprawdził tę informację i odkrył, że w żadnym z dzieł Melanchtona słowo „psychologia” nie było użyte. Przyczyną tej pomyłki było dziewiętnastowieczne wydanie dzieł Melanchtona, a przede wszystkim wstęp Cardusa G. Bretschneidera poprzedzający księgę „Liber de anima”. Bretschneider napisał tam: „Ta księga Melanchtona, pierwszego pośród znanych Niemców, traktuje o psychologii”. Pierwszą osobą, która w druku zastosowała słowo psychologia był więc Goclenius.

## Niektóre ważniejsze dzieła
- Loci communes rerum theologicarum seu hypotyposes theologicae (1521)
- Wyznanie augsburskie (1530)
- Obrona Wyznania augsburskiego (1531)
- Traktat o władzy i prymacie papieża (1537)
- Philosophiae moralis epitome (1538)
- Ethicae doctrinae elementa (1550)
- Urcus Etricae est (1550)
- Liber de anima (1553)
- Examen eorum, qui oudiuntur ante ritum publicae ordinotionis, qua commendatur eis ministerium Evangelli (1554)